# Mercedes-Benz transportere
Mercedes-Benz transportere er erhvervskøretøjer med en tilladt totalvægt på op til 7,5 ton. 
Mercedes-Benz er en af de største producenter af erhvervskøretøjer i Europa. De europæiske fabrikker befinder sig i Düsseldorf (Sprinter), Ludwigsfelde (Vario) og Vitoria, Spanien (Vito/Viano).
Konkurrenterne er bl.a. VW, Ford og Iveco.

## Betegnelser
Efter modelnavnet betegnes Mercedes-Benz' transportere af et trecifret nummer.
Første ciffer angiver totalvægten i ton:
- 1 = Vito
- 2, 3, 4, 5, 6 = Sprinter
- 5, 6, 7, 8 = Vario

Eksempel: 316 CDI
- 1. ciffer 3: Tilladt totalvægt 3,5 t = Sprinter
- 2. + 3. ciffer 16: Motorydelse ca. 160 hk
- CDI: Dieselmotor med commonrail indsprøjtning

## Karrosseriformer
Mercedes-Benz' transportere sælges alt efter model med flere forskellige karrosseriformer:
- Kassevogn
- Minibus
- Pick-up med enkelt eller dobbelt førerhus
- Nøgent chassis med enkelt eller dobbelt førerhus, til specialopbygning
- Autocamper

## Modeller
| Årgange                          | Modelkode             | Salgsbetegnelse | Billede |
| -------------------------------- | --------------------- | --------------- | ------- |
| Lette klasse (2,65-3,0 ton)      |                       |                 |         |
| 1988 - 1995                      | MB 100                | MB 100          |         |
| 1995 - 2003                      | W638                  | Vito / V-klasse |         |
| 2003 -                           | W639                  | Vito / Viano    |         |
| Mellemtunge klasse (3,0-6,0 ton) |                       |                 |         |
| 1970 - 1977                      | Harburger Transporter | L 206 osv.      |         |
| 1977 - 1995                      | T1                    | 207D osv.       |         |
| 1995 - 2006                      | W901-905              | Sprinter        |         |
| 2006 -                           | W906 (NCV3)           | Sprinter        |         |
| Tunge klasse (3,5-7,5 ton)       |                       |                 |         |
| 1956 - 1967                      | L309                  | L 309 osv.      |         |
| 1967 - 1996                      | T2                    | 809D osv.       |         |
| 1996 - 2013                      | Vario                 | Vario           |         |